# Újbuda Sportegyesület
L'Újbuda Sportegyesület è una società ungherese di calcio a 5 con sede nell'omonimo distretto di Budapest. 

## Storia
La squadra, inizialmente nota come "Cerberous", è stata ripescata nella massima divisione del Campionato ungherese di calcio a 5 durante l'estate del 2007, assumendo nell'occasione la denominazione "Újbuda". Al suo debutto, la squadra capitolina ha concluso la stagione regolare all'ultimo posto, ritornando in NB II.